# Lucio Antistio Vetere (console 28)
Lucio Antistio Vetere (in latino Lucius Antistius Vetus; 7 a.C. circa – dopo il 30) è stato un magistrato romano, console dell'Impero romano.

## Biografia
Fratello minore del console ordinario del 23 Gaio Antistio Vetere, figlio del console ordinario del 6 a.C. Gaio Antistio Vetere e nipote del console suffetto del 30 a.C. Gaio Antistio Vetere, Lucio apparteneva ad una famiglia che dovette godere di buon favore presso i principes della dinastia giulio-claudia.
Lucio ricoprì la carica vigintivirale di decemvir stlitibus iudicandis, fu questore personale di Tiberio, passò poi direttamente, come usuale per i patrizi, alla carica di pretore e, in una data imprecisata ma anteriore al suo consolato, fu cooptato nel collegio dei pontifices, presieduto da Tiberio e di cui faceva parte anche il padre.
Il suo consolato, un tempo oggetto di dibattito e in precedenza collocato nella seconda metà del 26 d.C., è stato ora datato tra il luglio e il dicembre 28: Lucio sostituì Publio Silio Nerva e fu affiancato da Quinto Giunio Bleso, il quale a sua volta rimpiazzò Gaio Appio Giunio Silano.
Nel 29-30, Velleio Patercolo lo ricorda ancora insieme alla sua famiglia e testimonia come Lucio fosse ancora in vita all'epoca. La menzione di Velleio è l'ultima testimonianza su Lucio, che così scompare dalla storia.